# Cass (Virginia Occidental)
Cass es un lugar designado por el censo ubicado en el condado de Pocahontas en el estado estadounidense de Virginia Occidental. En el Censo de 2010 tenía una población de 52 habitantes y una densidad poblacional de 25,41 personas por km².

## Geografía
Cass se encuentra ubicado en las coordenadas 38°23′47″N 79°55′9″O / 38.39639, -79.91917. Según la Oficina del Censo de los Estados Unidos, Cass tiene una superficie total de 2.05 km², de la cual 2.05 km² corresponden a tierra firme y (0%) 0 km² es agua.

## Demografía
Según el censo de 2010, había 52 personas residiendo en Cass. La densidad de población era de 25,41 hab./km². De los 52 habitantes, Cass estaba compuesto por el 100% blancos, el 0% eran afroamericanos, el 0% eran amerindios, el 0% eran asiáticos, el 0% eran isleños del Pacífico, el 0% eran de otras razas y el 0% pertenecían a dos o más razas. Del total de la población el 0% eran hispanos o latinos de cualquier raza.